# Why (Arizona)
Why es un lugar designado por el censo ubicado en el condado de Pima en el estado estadounidense de Arizona. En el Censo de 2010 tenía una población de 167 habitantes y una densidad poblacional de 7,2 personas por km².

## Geografía
Why se encuentra ubicado en las coordenadas 32°15′32″N 112°43′50″O / 32.25889, -112.73056. Según la Oficina del Censo de los Estados Unidos, Why tiene una superficie total de 23.2 km², de la cual 23.2 km² corresponden a tierra firme y (0%) 0 km² es agua.

## Demografía
Según el censo de 2010, había 167 personas residiendo en Why. La densidad de población era de 7,2 hab./km². De los 167 habitantes, Why estaba compuesto por el 92.22% blancos, el 0% eran afroamericanos, el 1.8% eran amerindios, el 0.6% eran asiáticos, el 0% eran isleños del Pacífico, el 3.59% eran de otras razas y el 1.8% pertenecían a dos o más razas. Del total de la población el 15.57% eran hispanos o latinos de cualquier raza.